# Venturi 400
La Venturi 400 è una vettura gran turismo da competizione prodotta dalla casa automobilistica francese Venturi, da cui è stata ricavata una versione stradale.

## 400 Trophy

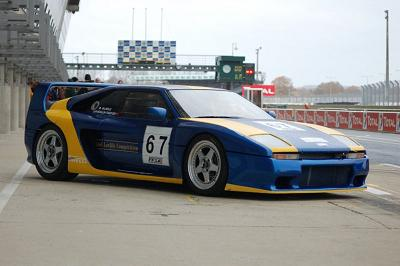
La Venturi Trophy

La Venturi 400 Trophy, conosciuta anche solo come Venturi Trophy è un'automobile da competizione realizzata nel 1992 appositamente per competere nelle gare di turismo. Era spinta da un motore V6 biturbo con alesaggio a 90°, di 2975 cm³ di cilindrata. Il biturbo, di derivazione PRV/EIA, era in grado di erogare una potenza di 408 CV, con una coppia di 530 Nm e un'accelerazione da 0 a 100 km/h in 4,1 secondi.
Grazie a Stéphane Ratel, direttore dei servizi di competizione della casa francese, fu creato il Gentlemen Drivers Trophy, un campionato creato appositamente per gareggiare con le 400 Trophy (in maniera simile a quanto aveva fatto Porsche con la Porsche Cup). Il principio proposto da Ratel era semplice, ed è stato ripreso in maniera simile da altri costruttori (per esempio da Ferrari con la FXX): oltre a vendere la vettura, venivano venduti per poco più di 100.00 Fr tutti i servizi necessari alla partecipazione alla competizione. Le auto avevano la stessa preparazione tecnica, il che garantiva le stesse possibilità di vincita per tutti i partecipanti, al di là delle possibilità finanziarie degli stessi. La prima edizione del trofeo è un successo, e il campionato prevede sei gare su altrettanti circuiti: Le Mans, Pau, Le Castellet, Nürburgring, Magny-Cours e Digione.
In totale furono disputati 4 stagioni del Gentlemen Drivers Trophy.

## 400 GT
Dalla versione corsaiola derivò la Venturi 400 GT, modello stradale la cui produzione fu decisamente molto più limitata (solo 13 esemplari della prima serie e 2 di una seconda). È stata presentata dal famoso pilota francese Henri Pescarolo nel 1994 nella sede della società, a Couëron. Le principali differenze consistevano in una serie di piccole modifiche atte all'omologazione stradale, mentre il motore era lo stesso della versione da gara, con un cambio manuale a 5 rapporti e una velocità massima di 290 km/h. Molto differente invece l'abitacolo, che era ovviamente di maggior qualità, riprendendo quello della Venturi 260. La 400 GT era dotata di marmitta catalitica, come nelle ultime versioni della 260.